# Kašna

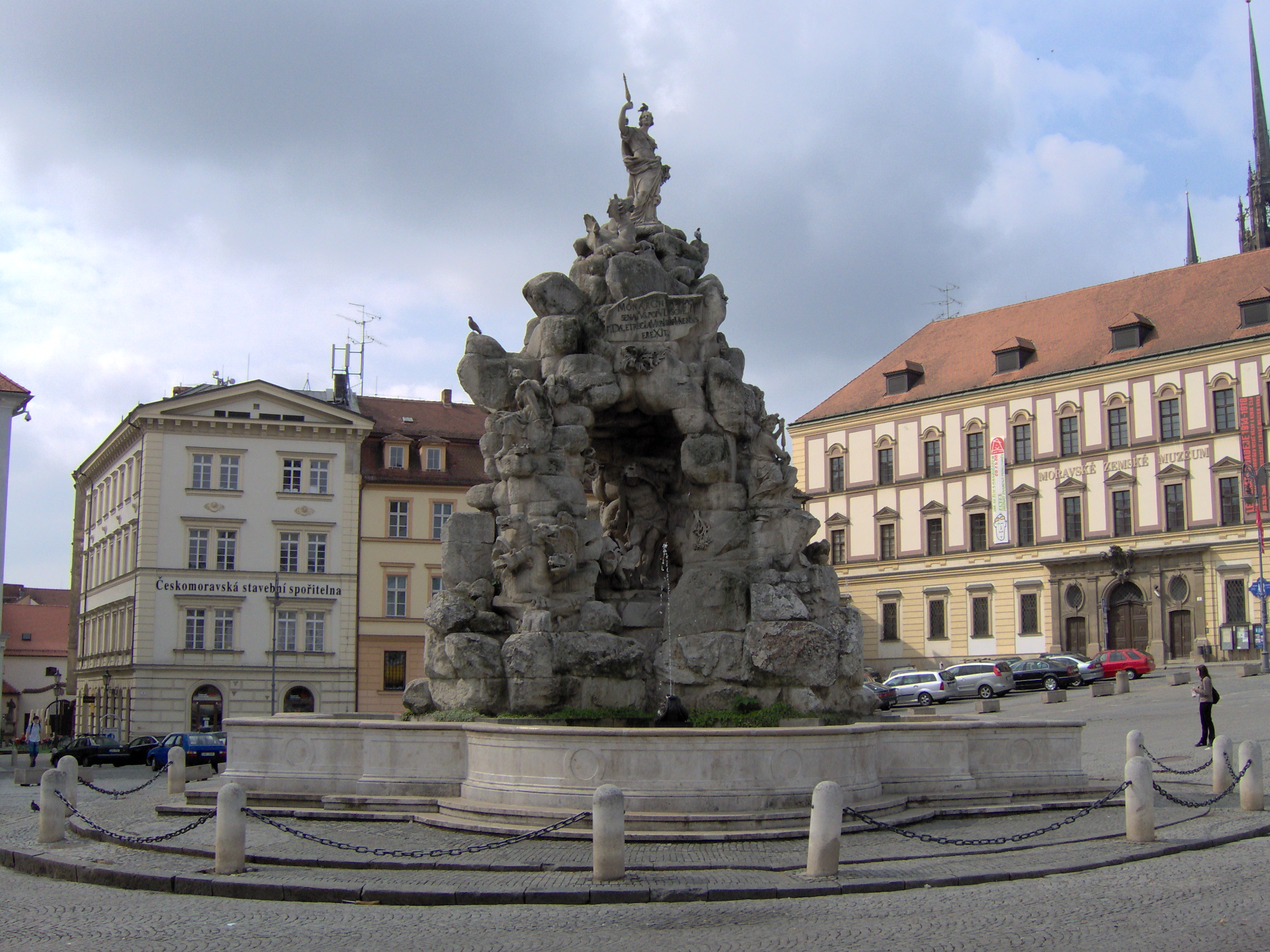
Honosná barokní kašna Parnas z konce 17. století na Zelném trhu v Brně

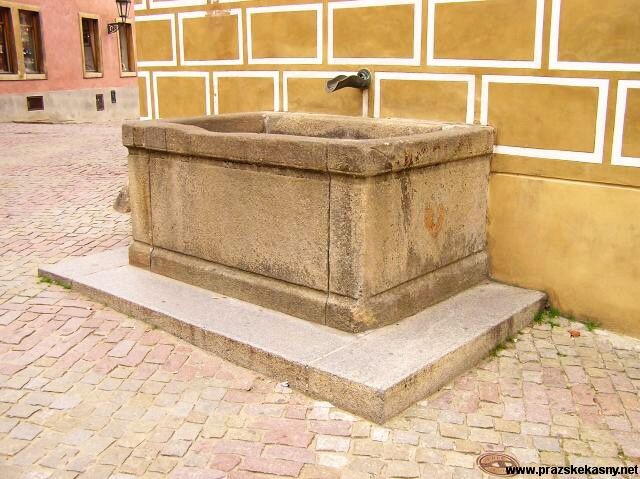
Kašna u vstupu do Zlaté uličky na Pražském hradě

Kašna je specifické české pojmenování pro umělou nádrž na vodu, které pochází z německého výrazu Wasser kasten (schránka na vodu). Kašny v jiných oblastech se nazývají též sebil. Původně kašny tvořila obyčejná kamenná, dřevěná, někdy i plechová schránka, stojící na veřejném místě, do které byla voda obvykle přiváděna z jednoduché trubky veřejného vodovodu. Kašny ale mohly být koncipovány i coby zcela samostatné zdroje vody, tedy ve spojení s obecní či městskou studnou či studánkou. Kašna je také prvek zahradní architektury používaný v sadovnické tvorbě.

## Historie
Kašny sloužily většinou jako jediný zdroj vody pro obyvatele měst a obcí. Teprve od 16. století se v Česku začínají objevovat kašny různě architektonicky zdobené. Postupně byly více esteticky upravovány a doplňovány, jejich součástí se stávaly sochy a plastiky.